# Motor Lublin (piłka nożna) w sezonie 1979/1980
Sezon 1979/1980 był dla Motoru Lublin 12. sezonem na drugim szczeblu ligowym. W trzydziestu rozegranych spotkaniach, Motor zdobył 48 punktów i zajął 1. miejsce w tabeli. Po raz pierwszy w swojej historii Motor uzyskał awans do I ligi. Trenerem zespołu był Bronisław Waligóra. 

## Przebieg sezonu
Na przełomie czerwca i lipca 1980 zespół przebywał na zgrupowaniu w Koreańskiej Republice Ludowo-Demokratycznej, gdzie rozegrał trzy mecze sparingowe. 13 lipca powrócił do treningów, a trzy dni później wyjechał na dwutygodniowe zgrupowanie do Puław, na którym sparował z Wisłą Puławy (9:0), Stalą Okęcie (9:1) i ze Stalą Poniatowa (3:0, 2:0). Na tydzień przed inauguracją rozgrywek ligowych Motor pokonał w meczu kontrolnym Avię Świdnik 2:0. Z klubu odeszli Ryszard Szych (do Prochu Pionki), Jan Mrozik (do Budowlanych Lublin), Ryszard Ochodek (do Broni Radom) i Andrzej Buberow (do Chełmianki Chełm), przybyli między innymi Ryszard Chaberek z Chrobrego Głogów oraz Henryk Świętek (poprz. Motor Praszka).
Rundę jesienną Motor rozpoczął od wyjazdowego zwycięstwa nad Hutnikiem Kraków. Następnie wygrał sześć kolejnych meczów i wraz z Gwardią Warszawa był niepokonanym zespołem w lidze. W ósmej kolejce spotkań lubelski zespół odniósł pierwszą porażkę w rozgrywkach, na własnym stadionie w meczu ze Stalą Stalowa Wola. Liderem była wówczas warszawska Gwardia z 15 punktami (siedem zwycięstw i remis), a Motor był drugi mając o jeden punkt mniej. Po wyjazdowym zwycięstwie w Tychach i przy porażce Gwardii z Rakowem w Częstochowie, Motor objął pozycję lidera z jednopunktową przewagą nad stołecznym zespołem.
Do pierwszego w sezonie meczu pomiędzy Motorem a Gwardią doszło 11 listopada 1979 na stadionie przy ul. Racławickiej w Warszawie. Przed spotkaniem Motor był liderem tabeli mając 22 punkty (11 zwycięstw i 1 porażka), Gwardia zajmowała drugą pozycję z 18 punktami (8 zwycięstw, 2 remisy, 2 porażki). Spotkanie zakończyło się wynikiem remisowym 1:1, a bramkę dla Motoru zdobył Ryszard Chaberek w 26. minucie. Mecz obejrzało 10 tysięcy widzów, w tym 8000 z Lublina. Ostatecznie Motor został mistrzem jesieni, mając w tabeli pięciopunktową przewagę nad Gwardią.
Piłkarze Motoru do treningów powrócili 3 stycznia 1980. 16 stycznia udali się na dwutygodniowe zgrupowanie do Wałcza, gdzie rozegrali kilka meczów sparingowych, między innymi z Polonezem Warszawa (2:0), Lechem Poznań (5:4, 1:2, 4:1) i Chemikiem Bydgoszcz (1:1). Następnie sparował w Bydgoszczy z Zawiszą (1:0), w Rembertowie z Legią (1:6), a 9 lutego rozegrał na boisku przy Kresowej mecz kontrolny z czołowym zespołem pierwszoligowym, łódzkim Widzewem, który zakończył się zwycięstwem Motoru 2:1. Bramki dla lubelskiego zespołu zdobyli Marek Leszczyński i Andrzej Pop, dla Widzewa Włodzimierz Smolarek. 20 lutego Motor pokonał w meczu towarzyskim na stadionie przy al. Zygmuntowskich Stal Mielec z Andrzejem Szarmachem i Grzegorzem Latą w składzie 3:1. Dwa dni później 18-osobowa ekipa piłkarskiej kadry Motoru wyjechała na dwutygodniowe zgrupowanie do Skopje, gdzie rozgrywała mecze kontrolne z zespołami I i II ligi jugosłowiańskiej. Z zespołu odeszli Wojciech Laskowski i Mirosław Caban.
Rundę wiosenną Motor rozpoczął od meczu z Hutnikiem Kraków, który zremisował 3:3, mimo iż do przerwy prowadził 3:0. Następnie w ośmiu kolejnych spotkaniach lubelski zespół zanotował sześć zwycięstw i dwa remisy. Pierwszy w historii klubu awans do ekstraklasy zapewnił sobie 24 maja 1980, na cztery tygodnie przed zakończeniem rozgrywek, pokonując 1:0 broniący się przed spadkiem Raków Częstochowa. Bramkę zdobył w 7. minucie Bolesław Mącik. Motor wystąpił w składzie: Kalinowski – Fiuta, Dębiński, Chaberek, Wójtowicz – Mącik, Pop, Wiater, Świętek (od 60 min. Jagiełło) – Przybyła (od 78 min. Kowalski), Lorenc. Na trybunach stadionu przy al. Zygmuntowskich zasiadło 20 tysięcy widzów.

## Mecze ligowe w sezonie 1979/1980
| Data                 | Przeciwnik                     | D/W | Miejsce                         | Wynik M/P | Strzelcy                                          | Widzów  | Źródło        |
| -------------------- | ------------------------------ | --- | ------------------------------- | --------- | ------------------------------------------------- | ------- | ------------- |
|                      |                                |     |                                 |           |                                                   |         |               |
| RUNDA JESIENNA       |                                |     |                                 |           |                                                   |         |               |
|                      |                                |     |                                 |           |                                                   |         |               |
| 4 sierpnia 1979      | Hutnik Kraków                  | W   | Stadion Hutnika                 | 2:0       | Pop 11', 32'                                      | 4 tys.  | [ 6 ]         |
| 11 sierpnia 1979     | GKS Jastrzębie                 | D   | Stadion przy al. Zygmuntowskich | 2:1       | Pop 42', Mącik 65'                                | 6 tys.  | [ 22 ] [ 23 ] |
| 15 sierpnia 1979     | Avia Świdnik                   | W   | Świdnik                         | 4:1       | Pop 5', Lorenc 37', Przybyła 63', Leszczyński 82' | 6 tys.  | [ 24 ] [ 25 ] |
| 25 sierpnia 1979     | Concordia Piotrków Trybunalski | D   | Stadion przy al. Zygmuntowskich | 3:1       | Kowalski 20', Mącik 42', Leszczyński 52'          | 5 tys.  | [ 26 ] [ 27 ] |
| 1 września 1979      | Resovia                        | W   | Rzeszów                         | 2:1       | Mącik 16', Lorenc 53'                             | 4 tys.  | [ 28 ] [ 29 ] |
| 15 września 1979     | Polonez Warszawa               | D   | Stadion przy al. Zygmuntowskich | 3:1       | Mącik 38' (k), Lorenc 58', Kowalski 67'           | 8 tys.  | [ 30 ] [ 31 ] |
| 22 września 1979     | Broń Radom                     | W   | Stadion Broni                   | 1:0       | Pop 64'                                           | 10 tys. | [ 7 ] [ 32 ]  |
| 6 października 1979  | Stal Stalowa Wola              | D   | Stadion przy al. Zygmuntowskich | 0:1       |                                                   | 10 tys. | [ 8 ] [ 33 ]  |
| 14 października 1979 | GKS Tychy                      | W   | Stadion GKS-u                   | 2:1       | Mącik 36', Lorenc 63'                             | 3 tys.  | [ 9 ] [ 34 ]  |
| 20 października 1979 | Star Starachowice              | D   | Stadion przy al. Zygmuntowskich | 3:0       | Pop 23', 25', Wiater 70'                          | 10 tys. | [ 35 ] [ 36 ] |
| 28 października 1979 | Raków Częstochowa              | W   | Stadion Rakowa                  | 2:0       | Świętek 55', Lorenc 76'                           | 5 tys.  | [ 37 ] [ 38 ] |
| 4 listopada 1979     | Ursus Warszawa                 | D   | Stadion przy al. Zygmuntowskich | 2:1       | Świętek 29', Pop 79'                              | 12 tys. | [ 39 ] [ 40 ] |
| 11 listopada 1979    | Gwardia Warszawa               | W   | Warszawa                        | 1:1       | Chaberek 26'                                      | 10 tys. | [ 41 ] [ 42 ] |
| 18 listopada 1979    | Radomiak Radom                 | D   | Stadion przy al. Zygmuntowskich | 4:0       | Jagiełło 30', Mącik 55', Przybyła 67', Lorenc 88' | 14 tys. | [ 43 ] [ 44 ] |
| 25 listopada 1979    | Cracovia                       | W   | Stadion Cracovii                | 0:0       |                                                   | 5 tys.  | [ 12 ] [ 45 ] |
|                      |                                |     |                                 |           |                                                   |         |               |
| RUNDA WIOSENNA       |                                |     |                                 |           |                                                   |         |               |
|                      |                                |     |                                 |           |                                                   |         |               |
| 16 marca 1980        | Hutnik Kraków                  | D   | Stadion przy al. Zygmuntowskich | 3:3       | Skonieczny 10', Wiater 23', Lorenc 25'            | 15 tys. | [ 19 ] [ 46 ] |
| 22 marca 1980        | GKS Jastrzębie                 | W   | Stadion GKS-u                   | 1:0       | Lorenc 59'                                        | 5 tys.  | [ 47 ] [ 48 ] |
| 30 marca 1980        | Avia Świdnik                   | D   | Stadion przy al. Zygmuntowskich | 2:1       | Kowalski 6', 57' (k)                              | 15 tys. | [ 49 ] [ 50 ] |
| 5 kwietnia 1980      | Concordia Piotrków Trybunalski | W   | Piotrków Trybunalski            | 1:1       | Chaberek 71'                                      | 4 tys.  | [ 51 ] [ 52 ] |
| 12 kwietnia 1980     | Resovia                        | D   | Stadion przy al. Zygmuntowskich | 3:0       | Lorenc 7', Wiater 41', 59'                        | 15 tys. | [ 53 ] [ 54 ] |
| 20 kwietnia 1980     | Polonez Warszawa               | W   | Warszawa                        | 5:0       | Lorenc 4', Wiater 8', 51', Pop 60', 90'           | 3 tys.  | [ 55 ] [ 56 ] |
| 27 kwietnia 1980     | Broń Radom                     | D   | Stadion przy al. Zygmuntowskich | 4:0       | Mącik 32', Wiater 58', Lorenc 62', 70'            | 17 tys. | [ 57 ] [ 58 ] |
| 3 maja 1980          | Stal Stalowa Wola              | W   | Stadion Stali                   | 1:1       | Mącik 34'                                         | 12 tys. | [ 59 ] [ 60 ] |
| 10 maja 1980         | GKS Tychy                      | D   | Stadion przy al. Zygmuntowskich | 1:0       | Lorenc 30'                                        | 15 tys. | [ 61 ] [ 62 ] |
| 24 maja 1980         | Raków Częstochowa              | D   | Stadion przy al. Zygmuntowskich | 1:0       | Mącik 7'                                          | 20 tys. | [ 20 ] [ 21 ] |
| 1 czerwca 1980       | Ursus Warszawa                 | W   | Warszawa                        | 1:1       | Leszczyński 65'                                   | 600     | [ 63 ] [ 64 ] |
| 4 czerwca 1980       | Star Starachowice              | W   | Starachowice                    | 1:2       | Leszczyński 51'                                   | 6 tys.  | [ 65 ] [ 66 ] |
| 8 czerwca 1980       | Gwardia Warszawa               | D   | Stadion przy al. Zygmuntowskich | 1:0       | Mącik 86'                                         | 18 tys. | [ 67 ] [ 68 ] |
| 15 czerwca 1980      | Radomiak Radom                 | W   | Stadion Radomiaka               | 1:1       | Wiater 89'                                        | 7 tys.  | [ 69 ] [ 70 ] |
| 22 czerwca 1980      | Cracovia                       | D   | Stadion przy al. Zygmuntowskich | 1:1       | Przybyła 43'                                      | 4 tys.  | [ 71 ] [ 72 ] |

### Tabela II ligi grupy II
| Poz | Klub                           | M  | Pkt | Bz | Bs |
| --- | ------------------------------ | -- | --- | -- | -- |
| 1.  | Motor Lublin                   | 30 | 48  | 58 | 20 |
| 2.  | Gwardia Warszawa               | 30 | 38  | 48 | 20 |
| 3.  | Broń Radom                     | 30 | 35  | 39 | 34 |
| 4.  | Cracovia                       | 30 | 34  | 39 | 35 |
| 5.  | Stal Stalowa Wola              | 30 | 33  | 38 | 32 |
| 6.  | Resovia                        | 30 | 31  | 34 | 34 |
| 7.  | Radomiak Radom                 | 30 | 30  | 35 | 38 |
| 8.  | GKS Tychy                      | 30 | 29  | 39 | 39 |
| 9.  | Hutnik Kraków                  | 30 | 28  | 39 | 43 |
| 10. | Ursus Warszawa                 | 30 | 27  | 30 | 38 |
| 11. | Star Starachowice              | 30 | 27  | 37 | 44 |
| 12. | Concordia Piotrków Trybunalski | 30 | 27  | 30 | 44 |
| 13. | Polonez Warszawa               | 30 | 26  | 40 | 51 |
| 14. | Raków Częstochowa              | 30 | 24  | 26 | 40 |
| 15. | Avia Świdnik                   | 30 | 22  | 28 | 45 |
| 16. | GKS Jastrzębie                 | 30 | 21  | 31 | 34 |

## Kadra
| Zawodnik               | Data ur.   | Występy        | Bramki         |                |                | Występy        | Bramki         |                |                | Występy   | Bramki    |           |           |
| Zawodnik               | Data ur.   | RUNDA JESIENNA | RUNDA JESIENNA | RUNDA JESIENNA | RUNDA JESIENNA | RUNDA WIOSENNA | RUNDA WIOSENNA | RUNDA WIOSENNA | RUNDA WIOSENNA | SEZON     | SEZON     |           |           |
| Bramkarze              | Bramkarze  | Bramkarze      | Bramkarze      | Bramkarze      | Bramkarze      | Bramkarze      | Bramkarze      | Bramkarze      | Bramkarze      | Bramkarze | Bramkarze | Bramkarze | Bramkarze |
| ---------------------- | ---------- | -------------- | -------------- | -------------- | -------------- | -------------- | -------------- | -------------- | -------------- | --------- | --------- | --------- | --------- |
| Zygmunt Kalinowski     | 2.05.1949  | 7              |                |                |                | 14             |                |                |                | 21        |           |           |           |
| Mirosław Maciesiak     | ??.??.1957 | 6              |                |                |                |                |                |                |                | 6         |           |           |           |
| Dariusz Opolski        | 23.09.1961 |                |                |                |                |                |                |                |                |           |           |           |           |
| Adam Suszek            | ??.??.1944 | 2 (1)          |                |                |                | 1              |                |                |                | 3 (1)     |           |           |           |
| Obrońcy                |            |                |                |                |                |                |                |                |                |           |           |           |           |
| Ryszard Chaberek       | ??.??.1952 | 15             | 1              | 2              |                | 14             | 1              | 1              |                | 29        | 2         |           |           |
| Waldemar Fiuta         | 10.04.1958 | 3 (1)          |                |                |                | 13 (1)         |                |                |                | 16 (2)    |           |           |           |
| Jerzy Jagiełło         | 7.12.1951  | 15             | 1              |                |                | 10 (4)         |                | 1              |                | 25 (4)    |           |           |           |
| Wojciech Laskowski     | ??.??.1949 | 5              |                |                |                |                |                |                |                | 5         |           |           |           |
| Arkadiusz Skonieczny   | 27.11.1956 |                |                |                |                | 1              | 1              |                |                | 1         | 1         |           |           |
| Krzysztof Wójtowicz    | ??.??.1959 | 10 (1)         |                | 1              |                | 13             |                |                |                | 23 (1)    |           |           |           |
| Pomocnicy i napastnicy |            |                |                |                |                |                |                |                |                |           |           |           |           |
| Roman Dębiński         | 21.05.1956 | 15             |                |                |                | 15             |                | 1              |                | 30        |           |           |           |
| Bronisław Kowalski     | ??.??.1951 | 15             | 2              |                |                | 8 (5)          | 2              |                |                | 23 (5)    | 4         |           |           |
| Jerzy Krawczyk         | 12.05.1953 |                |                |                |                | 1 (3)          |                |                |                | 1 (3)     |           |           |           |
| Marek Leszczyński      | ??.??.1958 | 1 (5)          | 2              |                |                | 1 (3)          | 2              |                |                | 2 (8)     | 4         |           |           |
| Ireneusz Lorenc        | 30.09.1952 | 12 (2)         | 6              |                |                | 14             | 7              | 1              |                | 26 (2)    | 13        |           |           |
| Bolesław Mącik         | 30.09.1952 | 14 (1)         | 6              |                |                | 14             | 4              |                |                | 28 (1)    | 10        |           |           |
| Andrzej Pop            | 10.10.1953 | 15             | 8              |                |                | 11 (2)         | 2              |                |                | 26 (2)    | 10        |           |           |
| Janusz Przybyła        | 19.06.1951 | 13             | 2              |                |                | 13             | 1              |                |                | 26        | 3         |           |           |
| Henryk Świętek         | 27.02.1955 | 9 (2)          | 2              |                |                | 7 (7)          |                | 1              |                | 16 (9)    | 3         |           |           |
| Waldemar Wiater        | 5.05.1954  | 3 (6)          | 1              |                |                | 15             | 7              |                |                | 18 (6)    | 8         |           |           |
| Marek Wietecha         | 19.12.1958 | 5 (3)          |                |                |                | 0 (2)          |                |                |                | 5 (5)     |           |           |           |

## Puchar Polski na szczeblu centralnym
| Data             | Runda | Przeciwnik    | D/W | Miejsce | Wynik M/P | Strzelcy | Widzów | Źródło |
| ---------------- | ----- | ------------- | --- | ------- | --------- | -------- | ------ | ------ |
| 29 sierpnia 1979 | II    | Wigry Suwałki | W   | Suwałki | 0:1       |          |        | [ 5 ]  |